# Copper Canyon
Copper Canyon (špansko Barrancas del Cobre) je skupina šestih različnih kanjonov v Sierra Madre Occidental v jugozahodnem delu zvezne države Chihuahua v severozahodni Mehiki, ki meri 65.000 kvadratnih kilometrov. Kanjone je oblikovalo šest rek, ki odmakajo zahodno stran Sierra Tarahumara (del Sierra Madre Occidental). Vseh šest rek se zlije v Rio Fuerte ta pa se izliva v Kalifornijski zaliv. Stene kanjona so bakreno/zelene barve, od koder tudi izvira ime.

## Zgodovina
Španci so prispeli na območje Copper Canyona v 17. stoletju in naleteli na staroselce po vsej Chihuahui. Za Špance je bila Amerika nova dežela za raziskovanje zlata in srebra ter tudi za širjenje krščanstva. Španci so ljudi, s katerimi so se srečevali, poimenovali Tarahumara, kar izhaja iz besede Rarámuri, kakor staroselci imenujejo svoje moške. Nekateri učenjaki teoretizirajo, da bi ta beseda lahko pomenila »ljudje, ki tečejo«. V 17. stoletju so Hispaniki odkrili srebro v deželi plemena Tarahumara. Nekateri so bili zasužnjeni zaradi rudarskih prizadevanj. Pri Tarahumarah je prišlo do manjših uporov, a brez uspeha. Sčasoma so bili prisiljeni se preseliti iz bolj zaželenih območij v pečine kanjona.

## Podnebje
Alpsko podnebje goratih območij Copper Canyona ima zmerne temperature od oktobra do novembra in od marca do aprila. Dno kanjonov je vlažno in toplo in tako ostane vse leto. V najtoplejših mesecih, od aprila do junija, je suša kronična težava z malo padavin do julija, ko se začne deževno obdobje.

## Rastlinstvo in živalstvo
Zahodna regija Sierra Tarahumara vsebuje številne vrste borovcev in hrastov. Mehiška duglazija (Pseudotsuga lindleyana) pokriva visoke planote na nadmorskih višinah nad 2400 metrov, vendar je zaradi krčenja gozdov na tem območju ogroženih veliko vrst prostoživečih živali. Pume živijo v najbolj oddaljenih regijah in jih redko vidimo. Po poletnem deževnem obdobju te zgornje regije vse do oktobra cvetijo z divjimi rožami.
Od 1200–2400 metrov v ogromnih gozdovih rastejo hrasti in vrste dreves, ki so bolj odporne na senco. Jeseni se gozdovi obarvajo z barvami andske jelše (Alnus acuminata) in trepetlike (Populus spp.). Na pobočjih kanjona raste grmičevje, ki lahko prenese sušno obdobje. Na dnu, kjer je vode v izobilju in je podnebje tropsko, uspevajo ogromni smokvovci (Ficus spp.) in palme.

## Grožnje ekosistemu
Zaradi naraščajočega števila ljudi obstaja veliko groženj za ekosisteme zahodne regije Sierra Tarahumara. Vladno financiranje izgradnje »turistom prijaznega« ozračja ogroža okolje in domorodne kulture. V nekdanjih izoliranih gorskih območjih so bile zgrajene ceste. Kmetijstvo in paša ter sečnja trdega in drugega drevja za kurjavo so pospešili problem erozije tal. Mesquite (Prosopis spp.) in puščavski ironwood (Olneya tesota) se posekajo in izvažajo predvsem v ZDA za oglje. Drevesa Amapa (Tabebuia chrysantha) dajejo zelo cenjen les za gradnjo in izdelavo pohištva. Tudi druga drevesa posekajo in prodajo kot les po visoki ceni. Prekomerno izkoriščanje gozdov na tem območju je povzročilo izumrtje cesarskega žolne in mehiškega volka. Ostalo je približno dva odstotka prvotnega starega gozda. Vendar pa je Svetovna banka za zdaj opustila obsežni projekt sečnje gozdov v regiji. Mehiški gozdarski oddelek je menil, da so te vrste dreves »zakonsko zaščitene«, vendar je uveljavljanje težavno.
Vlada je sprejela ukrepe za zaustavitev ali upočasnitev gojenja opijskega maka in konoplje s škropljenjem posevkov s herbicidi, ki ogrožajo populacije številnih različnih vrst. Ena od vrst, ki jih škropljenje ogroža, je tudi veliki saturnidna vešča Rothschildia cincta. Njihove zapredke uporablja domorodno prebivalstvo v obredne namene.
Odprto rudarjenje bakra, zlata in drugih kovin ne povzroča le onesnaževanja zraka iz topilnic, ampak je povezano z resnim upadom žabe Tarahumara (Rana tarahumarae). Vsak rečni sistem je bil zajezen, kar povzroča pomanjkanje sveže vode v bližnjih puščavskih skupnostih. Na reki Rio Fuerte se gradi ogromen jez, ki predstavlja velik okoljski problem in lahko povzroči velike izgube tropskih gozdov in habitatov.
Ohranjanje poteka, vendar ostaja neformalno in počasno. Mehika ima okoljevarstvene zakone, vendar trpi zaradi pomanjkanja finančnih sredstev. Izvrševanje je bilo ohlapno ali ga sploh ni bilo. Agencije si dejavno prizadevajo povečati zaščito naravnih rezervatov.

## Staroselci
Tradicionalni prebivalci Copper Canyona so Tarahumara ali Rarámuri. Brez uradnega popisa se prebivalstvo ljudstva Rarámuri verjetno giblje med 35.000 in 70.000. Mnogi Rarámuri v vročih poletnih mesecih prebivajo v hladnejših, goratih regijah, v hladnejših zimskih mesecih pa se selijo globlje v kanjone, kjer je podnebje bolj zmerno. Njihove strategije preživetja so bile zavzetje območij, ki so preveč oddaljena za mestne prebivalce, daleč stran od utrjenih poti, da bi ostali izolirani in neodvisni, da ne bi izgubili svoje kulture.
Turizem je rastoča panoga za Copper Canyon, vendar se o njegovem sprejemanju v lokalnih skupnostih razpravlja. Nekatere skupnosti sprejemajo vladna sredstva za gradnjo cest, restavracij in prenočišč, da bi območje postalo privlačno za turiste. Številne druge skupine Rarámurov ohranjajo svojo neodvisnost tako, da živijo na območjih, ki so čim dlje od mestnega življenja. Njihov način življenja varuje gorata pokrajina.[potreben citat]
Njihova prehrana je pretežno domača agrarna, vendar je sestavljena iz mesa udomačenih krav, piščancev in koz, divjadi in sladkovodnih rib. Koruza je najpomembnejša sestavina prehrane Rarámurov.
Ljudstvo Rarámuri je znano po svojem vzdržljivostnem teku. Živijo v kanjonih in prepotujejo velike navpične razdalje, kar pogosto storijo tako, da ure in ure neprekinjeno tečejo. Priljubljena dirka skupnosti Rarámuri, imenovana rarajipari, se igra z brcanjem 

## Turizem
Obstaja veliko drugih načinov za raziskovanje Copper Canyona, kot so pohodništvo, kolesarjenje, vožnja ali jahanje. Najbolj priljubljen način je z vlakom, saj Ferrocarril Chihuahua al Pacífico ali El Chapo pelje vzdolž glavnega kanjona, imenovanega Canyon Urique, med mestoma Chihuahua in Los Mochis v Kalifornijskem zalivu.
Chihuahua al Pacifico se je začel graditi v poznem 19. stoletju. Revolucija, pomanjkanje financiranja in splošna težava pri gradnji železnice po takem terenu so ovirali njeno dokončanje do leta 1961. Železnico sestavljajo 673 kilometrov tirnic z 37 mostovi in 86 predori. Celotno potovanje traja približno 15 ur in poteka skozi mesta, pa tudi visoke pečine kanjonov. Vzdolž železnice številni Tarahumarani razstavljajo svojo hrano, ročne izdelke in druge izdelke za prodajo.
Mehika je ustanovila Parque Nacional Barranca del Cobre (Narodni park Copper Canyon), da bi predstavila to oddaljeno območje. Park leži v občinah Batopilas, Bocoyna, Guachochi in Urique.
Znotraj območja kanjona okoli slapov Basaseachic je tudi narodni park Basaseachic Falls.

## Naselja
Med vasmi, ki so v ali na Copper Canyonu, so:
- železniška postaja Bahuichivo, El Chepe za Cerocahui, Urique, Piedras Verdes, Tubares
- Basaseachi, ki je v bližini 260 m visokega slapa Cascada Basaseachi v Barranca Candameña. Mesta in ranč San Lorenzo, Cahuisori in Huahumar obdajajo rob kanjona, kjer je tudi najvišji mehiški slap Piedra Volada (366 m). Je na glavni zvezni avtocesti 16 med Chihuahua, Chihuahua, in Hermosillo, Sonora. Reka Candameña je pritok reke Rio Mayo, ki se izliva v Kalifornijski zaliv.
- Batopilas, nadmorska višina 600 m, mesto ob reki Batopilas na dnu kanjona; prvi so ga ustanovili Španci okoli leta 1632 za pridobivanje srebra. Je 30 km jugovzhodno od Uriqueja.
- Bocoyna, 30 km vzhodno od Creela in na vzhodnem pobočju celinske ločnice. Bližnji Rio Conchos se izliva v Rio Bravo (Rio Grande) na mehiško-teksaški meji. Carichí, Sisoguichi in Panalachi so pomembna naselja Tarahumara v porečju Rio Conchos.
- Cerocahui, 14 km južno od železniške postaje v Bahuichivo.
- Creel, na vrhu kanjona in na 2350 metrih nadmorske višine označuje eno najvišjih točk na železniški progi El Chepe (San Juanito je višji na 2405 metrih); osrednja točka za trgovino in turizem.
- Divisadero, ključna železniška postaja in razgledna točka s pogledom navzdol na kanjon Urique v Barranca del Cobre. Vlak El Chepe omogoča 15-20 minutni postanek za obiskovalce, ki želijo videti razgled. Divisadero in bližnji Areponapuchi, ki sta 4 km  južno, sta glavni izhodišči poti ob robu kanjona za pohodništvo v kanjon Rio Urique. Ta visoka mesa je dom treh hotelov turističnega razreda, ki so na robu kanjona, ter več penzionov.
- Témoris, dvojno mesto, ki leži na 400 m nadmorske višine. Vlak El Chepe trikrat prečka dolino, vključno s 1600 metrov dolgim predorom, da pridobi višino. Je na Rio Septentrion, spodnji Temoris pa je na 1000 m.
- Urique, 560 m. Je na dnu roba kanjona pod Bahuichivo, na reki Urique. To je 30 km  SZ od Batopilas, ki je zdaj povezan z grobo cesto.

## V popularni kulturi
Copper Canyon je bil predstavljen v 1. sezoni, 12. epizodi Man vs. Wild na Discovery Channel, na Raramuri Tale.
Dokumentarna knjiga Born to Run avtorja Christopherja McDougalla, ki opisuje zgodbo ultra-tekača Micaha Trueja v Copper Canyonu z Indijanci Tarahumara, ki so ga naučili boljšega načina teka. True je bil direktor dirke ultra maratona Copper Canyon, ki se konča na Uriquejevem trgu. Dirka obsega 50 milj enosledne steze in makadamske ceste.

### Splošne reference
- Cassel, Jonathon F.  Tarahumara Indians  Naylor Co. 1969
- Disappearance of the Tarahumara frog. In Our living resources 1994, National Status and Trends Report. National Biological Survey, Washington, D.C.
- Fayhee, John M. "Mexico's Copper Canyon Country: A Hiking and Backpacking Guide to Tarahumara-land", Cordillera Press, 1989, ISBN 0-917895-28-2
- Fontana, Bernard L.  Tarahumara:  Where Night is the Day of the Moon. University of Arizona Press, 1997.
- Grant, Richard. "God's Middle Finger: Into the Lawless Heart of the Sierra Madre", 2008, ISBN 1-4165-3440-7
- Hart, John M. The Silver of the Sierra Madre:  John Robinson, Boss Shepherd and the People of the Canyons.  Tucson:  University of Arizona Press, 2008.
- Hendricks, E.M. "Barranca Trails: Camino Reales in Mexico's Copper Canyon", 1994, ISBN 0-9640875-0-2
- Kennedy, John G. "Tarahumara of the Sierra Madre: Beer, Ecology, and the Social Organization" 1978, ISBN 0-88295-615-9
- Lumholtz, Carl (1987) Unknown Mexico: Explorations in the Sierra Madre and Other Regions, 1890-1898. Vol 1. Dover Publications. pp 118–421. ISBN 0-486-25364-3
- McDougall, Christopher "Born to Run: A Hidden Tribe, Superathletes, and the Greatest Race the World Has Never Seen." ISBN 0-307-26630-3, Knopf, May 2009.
- Merrill, William L. "Raramuri Souls: Knowledge and Social Process in Northern Mexico", 1988; ISBN 0-87474-684-1
- Pennington, Campbell W. "The Tarahumara of Mexico: Their Environment and Material Culture", University of Utah, 1963, ISBN 0-87480-093-5
- Roca, Paul M., Spanish Jesuit Churches in Mexico's Tarahumara, University of Arizona Press, Tucson, 1979, ISBN 0-8165-0651-5
- Seedhead News (1991). Sierra Madre World Bank "development" or logging project? The Seedhead News Nos. 32 & 33: 1–11.
- Zingg, Robert, Behind the Mexican Mountains, University of Texas Press, Austin, 2001, ISBN 0-292-79808-3